# 안토니오 나엘손
안토니오 나엘손 마티아스(스페인어: Antônio Naelson Matias, 1976년 2월 23일 ~ )는 흔히 시나, 시냐(Sinha, Zinha)라는 닉네임으로 알려져 있는 브라질 출생 멕시코의 전직 축구 선수로 현역 시절 포지션은 공격형 미드필더 및 중앙 미드필더였다.

## 선수 경력

### 클럽 경력
1995년 브라질의 아메리카 지 나타우에서 프로 무대에 데뷔하였으며 1998년 CF 몬테레이로 이적하여 멕시코에 둥지를 틀었고, 이듬 해 데포르티보 톨루카 FC로 이적하였다. 톨루카에서 오랜 기간 활약하며 5번의 리그 우승을 이끌어 팀의 상징적인 선수로 꼽힌다.